# L'últim senyal
L'últim senyal (títol original en anglès: The Last Sign) és un pel·lícula del 2005 dirigida per Douglas Law i protagonitzada per Andie MacDowell. Està basada en un relat curt "Le Soleil trop tard" amb guió d'Anne Ray-Wendling, Ron Base i Heidrun Schleef. Ha estat doblada al català.

## Argument
Kathy és jove i bonica. Està casada amb Jeremy, un metge, i tenen un fill. El matrimoni està en crisi perquè ell té l'hàbit de beure i ser violent. Jeremy mor en circumstàncies misterioses i Kathy refà la seva vida, juntament amb el seu fill. El seu veí comença a cortejar-la i comencen a sortir. Llavors comencen a passar sobtadament fets estranys sobre Kathy, rep trucades de telèfon d'algú que va morir sis mesos abans. Després d'una sessió d'espiritisme Kathy descobreix que el fantasma del seu marit la persegueix i haurà de trobar una sortida.

## Repartiment
- Andie MacDowell: Kathy Macfarlane
- Samuel Le Bihan: Marc
- Tim Roth: Jeremy Macfarlane
- Margot Kidder: Endora
- Mimi Kuzyk: Isabel
- Tyler Hynes: Frank
- Amanda Tilson: Maggie
- Lila Bata-Walsh: Fiona